# Sägebach (Drau)
Der Sägebach ist ein Bach im Drautal in den Gemeinden Sillian und Heinfels (Bezirk Lienz). Der Sägebach entspringt nordöstlich des Obermahdsattels (Karnische Alpen) und mündet bei Rabland in die Drau.

## Verlauf
Der Sägebach entspringt in der Gemeinde Sillian zwischen dem Hochgruben (2538 m ü. A.) im Nordwesten und dem Hornischegg (2550 m ü. A.) im Südosten. Er fließt in der Folge in nordöstlicher Richtung bis zur Waldgrenze und stürzt dort einen Wasserfall hinab, wobei nach 2,7 Kilometern Fließstrecke links der Hintertalbach einmündet. Der Sägebach durchfließt im Mittel- und Unterlauf fast ausschließlich bewaldetes Gebiet, wobei der Unterlauf ein sehr starkes Gefälle aufweist. Die letzten 1,5 Kilometer seines Verlaufs befinden sich überwiegend auf dem Gemeindegebiet von Heinfels, wobei der Bach westlich von Kohllechen sowie Rabland vorbeifließt, die Drautalbahn unterquert und danach rechtsseitig in die Drau mündet.